# Woulde
Woulde est un village du Cameroun situé dans la région de l'Adamaoua et le département du Faro-et-Déo. Il fait partie de la commune de Tignère.

## Population
En 1971, Woulde comptait 61 habitants, principalement Mboum.
Lors du recensement de 2005, le village comptait 548 personnes, 272 de sexe masculin et 276 de sexe féminin.